# جون هنري كوك
جون هنري كوك هو سياسي كندي، ولد في 6 مايو 1902، وتوفي في 2 مايو 1980. مثل دائرة واترلو نورث في برلمان مقاطعة أونتاريو من عام 1943 إلى عام 1945 كعضو في اتحاد الكومنولث التعاوني (CCF). 
ولد كوك في بلدة وولويتش وكان اسم عائلته الأصلي كوخ، وتلقى تعليمه في بلدات سانت جاكوبس وكيتشنر وتورونتو ونيوبورج. عمل كحلاق، وكان أمين صندوق الاتحاد الدولي للحلاقين ورئيس مجلس الحرف والعمل في المدينة. كان كوك أيضًا عضوًا في جمعية فرسان بيثياس.  خدم في مجلس مدينة كيتشنر من عام 1946 إلى عام 1956 وثم من عام 1958 إلى عام 1965. 
كان كوك من طائفة المينونايت ويعود أصله من هولنديي بنسلفانيا.  توفي إثر نوبة قلبية في مستشفى كيتشنر ووترلو عن عمر يناهز 77 عامًا. 